# Dilane Bakwa
Dilane Bakwa (Créteil, 26 augustus 2002) is een Frans-Congolees voetballer die doorgaans speelt als vleugelspeler. In augustus 2023 verruilde hij Girondins Bordeaux voor RC Strasbourg.

## Clubcarrière
Bakwa speelde in de jeugd van FC Boissy en Lusitanos Saint-Maur, voor hij in 2015 in de opleiding van Girondins Bordeaux werd opgenomen. Deze doorliep hij en in mei 2019 tekende hij zijn eerste professionele contract bij de club. Zijn professionele debuut volgde het jaar erna, op 27 september 2020. In eigen huis werd met 0–0 gelijkgespeeld tegen OGC Nice en Bakwa mocht van coach Jean-Louis Gasset zes minuten voor het einde van de reguliere speeltijd invallen voor Yacine Adli. Na twee seizoenen degradeerde Bakwa met Bordeaux naar de Ligue 2. Op dit niveau kreeg hij een vaste basisplaats en hij maakte ook zijn eerste doelpunten. De eerste was op 6 augustus 2022, toen mede door een goal van de vleugelspeler met 0–3 gewonnen werd bij Rodez.
Girondins Bordeaux liep aan het einde van de jaargang 2023/24 met één positie verschil promotie mis. Bakwa ging echter wel op het hoogste niveau spelen, aangezien hij voor een bedrag van circa tien miljoen euro werd overgenomen door RC Strasbourg. Bij die club zette hij zijn handtekening onder een verbintenis voor de duur van vier seizoenen. Teamgenoot Junior Mwanga maakte tegelijkertijd dezelfde overstap.

## Clubstatistieken
| Seizoen | Club               | Competitie | Competitie | Competitie | Beker | Beker | Internationaal | Internationaal | Totaal | Totaal |
| Seizoen | Club               | Competitie | Wed.       | Dlp.       | Wed.  | Dlp.  | Wed.           | Dlp.           | Wed.   | Dlp.   |
| ------- | ------------------ | ---------- | ---------- | ---------- | ----- | ----- | -------------- | -------------- | ------ | ------ |
| 2020/21 | Girondins Bordeaux | Ligue 1    | 7          | 0          | 1     | 0     | —              | —              | 8      | 0      |
| 2021/22 | Girondins Bordeaux | Ligue 1    | 6          | 0          | 0     | 0     | —              | —              | 6      | 0      |
| 2022/23 | Girondins Bordeaux | Ligue 2    | 36         | 5          | 3     | 0     | —              | —              | 39     | 5      |
| 2023/24 | RC Strasbourg      | Ligue 1    | 31         | 3          | 4     | 2     | —              | —              | 35     | 5      |
| 2024/25 | RC Strasbourg      | Ligue 1    | 5          | 0          | 0     | 0     | —              | —              | 5      | 0      |
| Totaal  | Totaal             | Totaal     | 85         | 8          | 8     | 2     | 0              | 0              | 93     | 10     |

Bijgewerkt op 24 september 2024.